# Partizanii sovietici din Basarabia din Al Doilea Război Mondial
Rezistența moldovenească din Al Doilea Război Mondial s-a opus "ocupației românești" a Basarabiei, făcând parte din mișcarea partizanilor sovietici. RSS Moldovenească a fost formată în urma anexării sovietice a Basarabiei și Bucovinei de Nord. Ele au fost recucerite de România în timpul operațiunilor München și Barbarossa, fiind împărțite în 3 regiuni semi-autonome: Guvernământul Basarabiei, Guvernământul Bucovinei și Guvernământul Transnistriei. După toate acestea, Partidul Comunist al Moldovei, parte a PCUS, a creat o rețea de partizani formată în mare parte din ruși și ucraineni, și într-un număr mai mic de bulgari, evrei și găgăuzi. Numărul etnicilor români a fost unul foarte mic, deoarece mișcarea nu se opunea doar regimului fascist ce conducea atunci România, ci se opunea suveranității României asupra Basarabiei și Nordului Bucovinei, militând pentru alipirea acestora la URSS (Din experiențele sale militare, Constantin Virgil Gheorghiu va declara ulterior că majoritatea partizanilor sovietici din Basarabia erau evrei, și că a adunat actele de identitate ale acestora, ca probe. El i-a acuzat pe partizani de crime de război, cum ar fi incendierea orașului Bălți în 1941.). Rezistența a fost condusă de la Leninsk de Nikita Salogor, iar în teren de Gherasim Rudi. Mișcarea a fost activă până la reocuparea Transnistriei, Nordului Bucovinei și Basarabiei de către URSS.

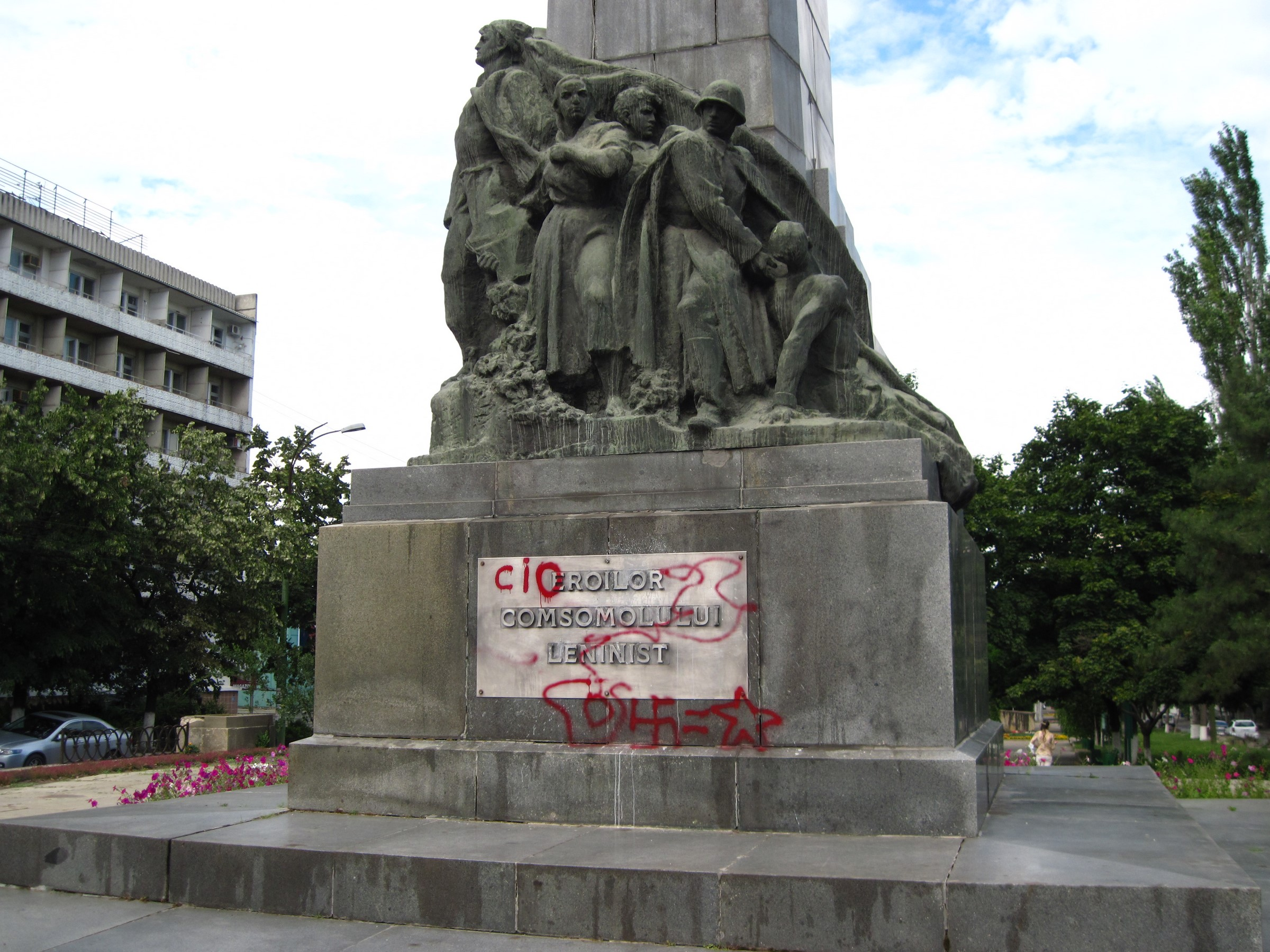
Monument sovietic în memoria partizanilor în Chișinău, vandalizat de un grafitti anticomunist

Mișcarea de rezistență a fost foarte lăudată în timpul regimului sovietic. După căderea URSS-ului, mai mulți istorici din România și Republica Moldova au început să-i condamne pe partizani, considerându-i teroriști ai NKVD-ului. Cu toate astea, mișcarea încă este apreciată în Găgăuzia, Transnistria.